# Шкоков
Шкоков —хутор в Новоузенском районе Саратовской области в составе сельского поселения Радищевское муниципальное образование. 

## География
Находится на расстоянии примерно 20 километров по прямой на запад от районного центра города Новоузенск.

## История
Официальная дата основания 1954 год.

## Население
Постоянное население составило 4 человека (100% казахи) в 2002 году, 3 в 2010.